# Corn (França)
Corn é uma comuna francesa na região administrativa de Occitânia, no departamento de Lot. Estende-se por uma área de 15,26 km². Em 2010 a comuna tinha 236 habitantes (densidade: 15,5 hab./km²).